# Madrid (Nebraska)
Pour les articles homonymes, voir Madrid (homonymie).
Le village américain de Madrid est situé dans le comté de Perkins, dans l’État du Nebraska. Lors du recensement de 2010, sa population s’élevait à 231 habitants.

## Source
- (en) Cet article est partiellement ou en totalité issu de l’article de Wikipédia en anglais intitulé « Madrid, Nebraska » (voir la liste des auteurs).

1. ↑  (en) « Population and Housing Unit Estimates » (consulté le 24 mars 2018)
2. ↑  (en) « Census of Population and Housing », Census.gov (consulté le 4 juin 2015)